# إريك فريس
إريك فريس هو دراج دنماركي، ولد في 23 يناير 1916 في كوبنهاغن في الدنمارك، وتوفي في 11 أكتوبر 1983.

## وصلات خارجية
- إريك فريس على موقع أرشيف الدراجات (الإنجليزية)
- إريك فريس على موقع أوليمبيديا (الإنجليزية)